# 평면 그래프
평면 그래프(planar graph)는 평면 상에 그래프를 그렸을 때, 두 변이 꼭짓점 이외에 만나지 않도록 그릴 수 있는 그래프를 의미한다.
예를 들어 다음의 그래프는 모두 평면 그래프이다.

평면 그래프의 예
이 그림 상에서는 두 변이 만나지만, 만나지 않도록 그릴 수 있다.
앞의 그래프와 같은 그래프이다.

한편 아래 그래프는 평면 그래프가 아니다.

평면 그래프가 아닌 그래프의 예
꼭짓점이 5개인 완전 그래프({\displaystyle K_{5}})
꼭짓점이 3개씩인 완전 이분 그래프({\displaystyle K_{3,3}})
페테르센 그래프

엄밀하게 정의하면, 평면 그래프는 평면에 그래프 임베딩이 가능한 그래프를 의미한다.

## 쿠라토프스키 정리
카지미에시 쿠라토프스키의 정리에 따르면, 어떤 임의의 그래프가 평면 그래프일 필요충분조건은 그 그래프에는 {\displaystyle K_{5}}(꼭짓점이 5개인 완전 그래프) 또는 {\displaystyle K_{3,3}}을 마이너로 갖지 않는다는 것이다.

## 성질
평면 그래프의 오일러 지표는 2이다. 즉, 꼭짓점의 수를 {\displaystyle v}, 변의 수를 {\displaystyle e}, 면의 수를 {\displaystyle f}라고 하면, 평면 그래프의 경우 다음의 식이 성립한다.
{\displaystyle v-e+f=2}
이때 면은 변으로 닫힌 유한한 넓이의 면뿐만이 아니라, 무한한 넓이의 면도 포함한다. 예를 들어, 꼭짓점 세 개가 서로 연결된 K3 그래프에서 면의 수는 2가 된다. 이는 평면 그래프가 구면 위에서 정의되는데, 구면의 오일러 지표가 2이기 때문이다.
4색정리에 의하면, 평면 그래프에서는 인접한 두 꼭짓점이 다른 색을 갖도록 4개의 색깔로 꼭짓점을 칠할 수 있다.